# Felicitas von Lovenberg

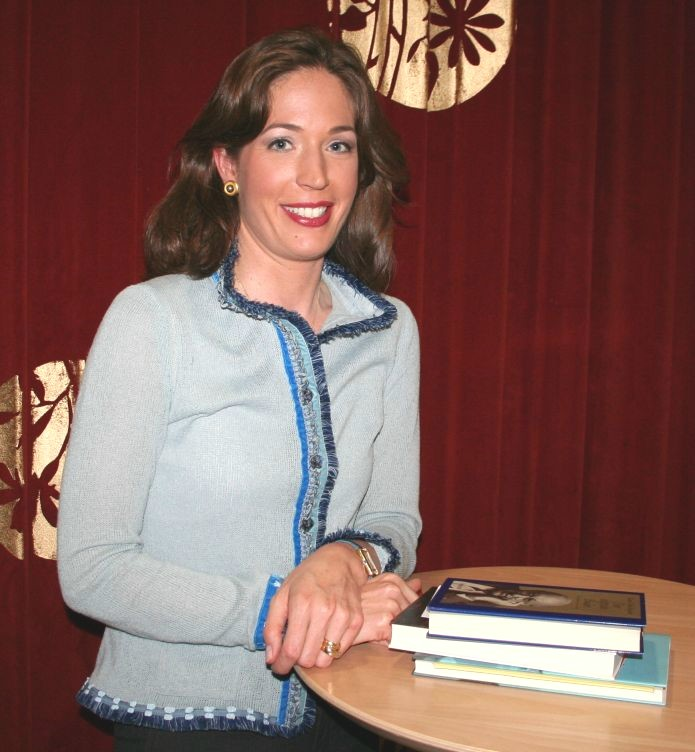
Felicitas von Lovenberg (2009)

Felicitas von Lovenberg (* 27. März 1974 in Münster) ist eine deutsche Verlegerin und Literaturkritikerin.

## Leben
Lovenberg wuchs im Münsterland auf. Nach der elften Schulklasse wechselte sie vom Gymnasium Paulinum an das Atlantic College in Wales, das sie mit dem International Baccalaureate abschloss. Danach studierte sie Neuere Geschichte in Bristol und am St Antony’s College in Oxford, wo sie ihre Abschlussarbeit über die politische Ausrichtung der Wochenzeitschrift Simplicissimus während des Ersten Weltkriegs verfasste.
Im Juli 1998 trat Lovenberg in die Feuilleton-Redaktion der Frankfurter Allgemeinen Zeitung ein; sie war dort zunächst dem Ressort „Kunstmarkt“, ab Juli 2001 dem Literatur-Ressort zugeordnet. Zwei Jahre lang war sie verantwortliche Redakteurin der FAZ-Beilage Bilder und Zeiten, seit November 2008 war sie als erste Frau verantwortlich für das Ressort „Literatur und Literarisches Leben“. Im Oktober 2015 bestätigte sie gegenüber dem Spiegel, dass sie die FAZ-Redaktion bis spätestens Ende Januar 2016 verlassen werde, da sie aus privaten Gründen nach München ziehe.
Von November 2008 bis 2017 moderierte Lovenberg außerdem im Wechsel mit Thea Dorn die SWR-Literatursendung lesenswert
und gehört unregelmäßig zum Rateteam der ebenfalls vom SWR produzierten Reihe Ich trage einen großen Namen. Ihr Nachfolger bei lesenswert wurde Denis Scheck.
Seit 2009 ist sie Mitglied im Kuratorium des Kulturfonds Frankfurt RheinMain.
Seit 2012 ist sie Mitglied im Stiftungsrat des Friedenspreises des Deutschen Buchhandels; sie hielt die Laudatio für den Friedenspreisträger des Jahres 2012, Liao Yiwu.
Zum 15. März 2016 übernahm sie von Marcel Hartges die verlegerische Geschäftsführung des Piper Verlags.

## Publizistisches Wirken und Rezeption

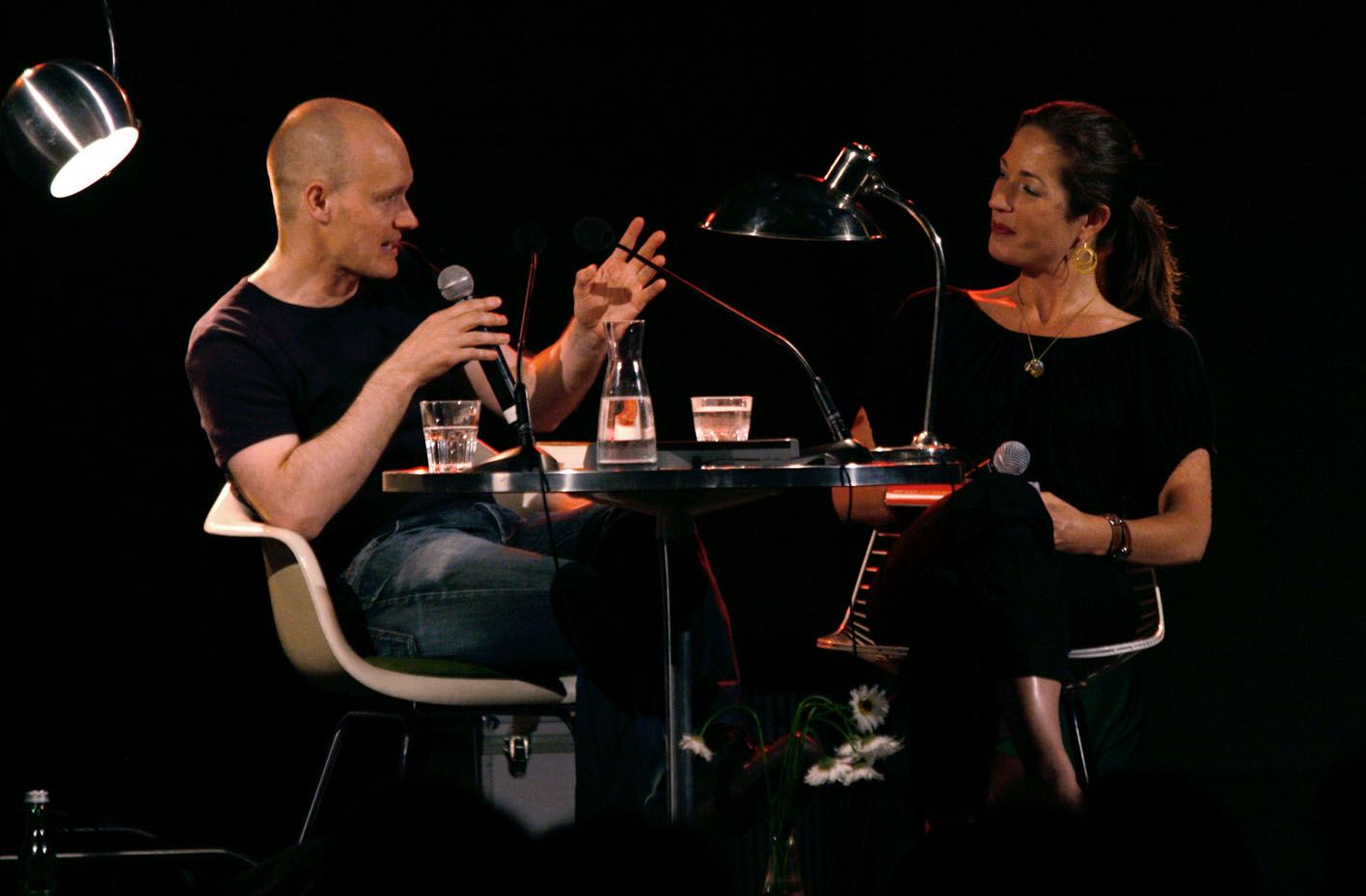
Felicitas von Lovenberg und Arno Geiger (O-Töne Wien 2010)

Lovenberg publiziert vor allem als Literaturkritikerin. 2005 veröffentlichte sie außerdem den Essay Verliebe dich oft, verlobe dich selten, heirate nie? – Die Sehnsucht nach der romantischen Liebe, in dem sie konventionelle Ehe, Zweck- und Vernunftehe, Mehrfachehe sowie die Ehe zu dritt kritisch darstellt und auch eine Betrachtung über Singles einflicht. Am Ende dieses von zahlreichen Bezügen zur Literaturgeschichte, aber auch zur Welt des Klatsches unterfütterten Buches plädiert sie für „Die ideale Beziehung: Endstation Sehnsucht“, eine Liebesverbindung ohne Trauschein und gemeinsame Wohnung.
2014 erschien ihr Bericht Und plötzlich war ich zu sechst. Aus dem Leben einer ganz normalen Patchwork-Familie.

## Auszeichnungen
- 2003: Alfred-Kerr-Preis für Literaturkritik
- 2007: Förderpreis zum Ernst-Robert-Curtius-Preis für Essayistik
- 2011: Hildegard-von-Bingen-Preis[7]
- 2013: Julius-Campe-Preis für Kritik
- 2024: Bundesverdienstkreuz am Bande[8]

## Veröffentlichungen
- Verliebe dich oft, verlobe dich selten, heirate nie? Die Sehnsucht nach der romantischen Liebe. Droemer Knaur, München 2005, ISBN 3-426-27368-3 (Knaur Taschenbuch 77923, München 2007, ISBN 3-426-77923-4).
- Jane Austen. Ein Porträt. Insel, Frankfurt am Main 2007, ISBN 978-3-458-34999-0.
- Mein Lieblingsmärchen. 101 Verführungen zum Lesen. Sanssouce, München 2007, ISBN 978-3-8363-0010-0.
- Und plötzlich war ich zu sechst. Aus dem Leben einer ganz normalen Patchwork-Familie. Fischer, Frankfurt am Main 2014, ISBN 978-3-10-080033-6.
- Gebrauchsanweisung fürs Lesen. Piper, München 2018, ISBN 978-3-492-27717-4.

Als Herausgeberin
- Jane Austen: Über die Liebe. Ausgewählt von Felicitas von Lovenberg. Insel, Frankfurt am Main 2007, ISBN 978-3-458-34961-7.